# 佐々木吉郎 (経営学者)
佐々木 吉郎（ささき きちろう、1897年3月25日 - 1970年5月28日）は、昭和期の日本の経営学者。商学博士（論文博士・1950年）。明治大学教授、総長。明大経営学部創設者。札幌大学初代学長。駒澤大学経営学部創設者。

## 来歴・人物
- 1897年 - 広島県双三郡川地村（現三次市）に生まれる[4]。
- 旧制三次中学（現三次高校）。
- 1924年 - 明治大学商学部卒業[4]。同大学商学部特選研究生。
- 1927年から3年間 - ベルリン大学留学（経営経済学専攻）[4]。
- 1933年 - 明大商学部教授[4]。恩師・小林丑三郎の勧めで経営経済学という新分野を開き「佐々木経営学」を講じた[4]。
- 1946年 - 商学部長兼商科専門部長、同大学理事。
- 1949年 - 駒澤大学商経学部（経済学部の前身）で「経営経済学」担当の講師[5]。
- 1950年 - 商学博士の学位を受く[4]。
- 1953年 - 商学部から分離した経営学部を創設して、初代学部長を務める[4]。国立大学では先例として神戸大学に経営学部があったが、私立大学としては日本初の経営学部であった。
- 1960年 - 明治大学総長[4]。
- 1962年、1963年度 - 大学開設申請などについて文相諮問に答える大学設置審議会長。
- 1965年 - 水田三喜男が創設した城西大学の初代経済学部長。
- 1967年 - 明大名誉教授。札幌大学初代学長。
- 1968年 - 駒澤大学・大学院商学研究科教授（博士課程・修士課程の経営学・経営学史を担当）[5][6]。
- 1969年 - 駒澤大学の初代経営学部長[2][3]、経営学研究所長[5][6]。
- 1970年 - 5月28日午前1時45分に心不全のため東京都立荏原病院にて死去。享年73歳[5][7]。6月3日に明治大学・駒澤大学の合同葬儀。東京霊園（八王子市）に眠る[6]。

太平洋戦争前はレスリング部長、戦後は武田孟部長・島岡吉郎監督就任前の野球部長を務めた。同時に六大学野球連盟理事長として、当時米軍専用の神宮球場開放にねばり抜いた。
このほか、日本経営学会常任理事、日本会計研究学会常任理事、日本世論協会理事、全国学生詩吟連盟名誉会長などを務めた。

## 叙勲
- 1962年 - 私学振興の功による藍綬褒章[4]
- 1967年 - 勲二等旭日重光章[4]

明治大学駿河台キャンパスの大学会館とリバティタワーの間を山の上ホテルに向かう坂道「吉郎坂」の名は、佐々木にちなむ。

## 主な著書
- 『経営経済学の成立』厳松堂書店、1930年
- 『商業経営論』章華社、1933年
- 『広告経済総論』中央書房、1937年
- 『小売商と販売計画』厳松堂書店、1938年
- 『経営経済学への道』白山書房、1948年
- 『続・経営経済学の成立』白山書房、1950年

### 監修・編集
- 『経営経済学』東洋書館、1948年
- 『P．Rの基礎知識』東洋書館、1951年
- 『販売事典』東洋書館、1952年
- 『広告事典』東洋書館、1952年
- 『経営管理』青林書院、1960年

### 共著
- 坂本藤良と共著『新経営』、『新経営 指導書』高等学校教科書、実教出版、1965年

## 門下生
- 藤芳誠一 - 明治大学名誉教授